# Suspectul (film din 1987)
Suspectul (titlul original: în engleză Suspect) este un film dramatic american, realizat în 1987 de regizorul Peter Yates, protagoniști fiind actorii Cher, Dennis Quaid, Liam Neeson și John Mahoney.

## Rezumat
Suspect, este o dramă plină de suspans, a cărei acțiune este plasată în Washington, D.C.. După ce un judecător de la Curtea Supremă se sinucide și o secretară al Departamentului de Justiție este găsită moartă, bănuiala cade pe un veteran al războiului din Vietnam, surdomut fără adăpost, Carl Wayne Anderson, fiind presupusul ucigaș. Apărătoarea publică singură, dar dedicată, Kathleen Riley este desemnată din oficiu acestui caz pentru a-l reprezenta pe Anderson. 
Lobbystul Eddie Sanger care face parte din juriu, având unele dubii, începe propria investigație găsind indicii care dovedesc nevinovăția lui Anderson. El împărtășește informațiile sale cu Kathleen, chiar dacă ar putea fi arestați pentru că au vorbit despre cazul pe rol. În cele din urmă, între ei se dezvoltă o poveste de dragoste și împreună reușesc să dezvăluie o conspirație care duce la un sfârșit neașteptat...

## Distribuție
- Cher – Kathleen Riley
- Dennis Quaid – Eddie Sanger
- Liam Neeson – Carl Wayne Anderson
- John Mahoney – judecătorul Matthew Bishop Helms
- Joe Mantegna – Charlie Stella
- Philip Bosco – Paul Gray
- E. Katherine Kerr – Grace Comisky
- Fred Melamed – Morty Rosenthal
- Bernie McInerney – Walter
- Bill Cobbs – judecătorul Franklin
- Richard Gant – detectivul Everett Bennett
- Paul D'Amato – Michael John Guthridge
- Thomas Barbour – Charles F. Lowell
- Katie O'Hare – Elizabeth Quinn
- Jim Walton – Helms' Court Marshal
- Michael Beach – supraveghetorul parkingului
- Ralph Cosham – judecătorul Assel Stewart
- Djanet Sears – Message Clerk
- Aaron Schwartz – medicul legist
- Lisbeth Bartlett – Marilyn
- Billy Williams – dr. Alan Alpert

## Aprecieri
„ Cher redă admirabil epuizarea nervoasă a avocatei în fața zidului de neîncredere pe care nu-l poate străpunge, curiozitatea care o înpinge în afacerea din ce în ce mai tenebroasă, iar Yates tinde la o demontrare a sistemului judiciar american, la o confruntare a visului prosperității cu coșmarul celor fără acoperiș, dar, propunându-și prea multe, periclitează ritmul, neglijează veridicul, iar „lovitura de teatru” finală (ucigașul e chiar... judecătorul!) nu mai e nici clară, nici credibilă.”—T. Caranfil , Dicționar universal de filme 